# Evangelisch-Lutherisches Dekanat Rothenburg ob der Tauber
Das Evangelisch-Lutherische Dekanat Rothenburg ob der Tauber ist eines der 19 Dekanate des Kirchenkreises Ansbach-Würzburg. Amtierende Dekanin ist Jutta Holzheuer. Sein Gebiet umfasst den nordwestlichen Teil des Landkreises Ansbach und ragt mit der Kirchengemeinde Mörlbach in den Landkreis Neustadt an der Aisch-Bad Windsheim hinein.

## Geschichte
Die evangelischen Wurzeln der Gemeinden des Dekanatsbezirks reichen in die Reformationszeit zurück. Der damalige Herrschaftsträger waren vor allem die Reichsstadt Rothenburg und das Markgraftum Brandenburg-Ansbach.
Rothenburg erklärte sich am 26. Februar 1526 endgültig für evangelisch. Das Augsburger Interim brachte einen Rückschlag. 1554 konnte in St. Jakob wieder evangelisch gepredigt werden. Am 27. August 1556 trat der Deutsche Orden sämtliche Kirchenrechte ab. Im Rothenburger Landgebiet wurde die evangelische Lehre zeitgleich mit der Stadt eingeführt, wo die Stadt die Patronatsrechte besaß. Das war in 21 von 45 Pfarrstellen der Fall. Heute liegen davon in Bayern: Adelshofen, Bettwar, Erzberg, Gailnau, Gattenhofen, Habelsee, Kirnberg, Leuzenbronn, Neusitz, Ohrenbach, Schweinsdorf, Spielbach, Steinsfeld, Tauberscheckenbach, Wettringen, und Wörnitz. In Baden-Württemberg liegen heute: Finsterlohr, Gammesfeld, Hausen a. B., Leuzendorf, Lichtel, Oberstetten, Schmerbach und Wildentierbach. 1544 ist auch das Jahr in dem Steinach a. d. Ens evangelisch wurde. Hier lag das Patronatsrecht bei dem Senior des Gesamthauses Castell. In Gebsattel hatte das Stift Komburg das Patronatsrecht, so dass die Pfarrei ab 1584 wieder katholisch besetzt wurde. Im Rothenburger Landgebiet wurden folgende Ansbacher Patronatspfarreien evangelisch: um 1540 Oestheim, 1540 Diebach, 1544 Insingen, Bettenfeld und 1549 Lohr. In Frankenheim führten die Hohenlohe vor 1546 die Reformation ein.
Zur Kirchenverwaltung in Rothenburg wurde 1559 ein Konsistorium gegründet. Bis 1701 wurde es von einem Superintendenten geleitet, danach bis zur Mediatisierung von einem Ratsherren. Der Hauptprediger von St. Jakob hatte die Superintendentenstelle inne. Nach dem Übergang des Gebiets an das Königreich Bayern wurde 1803 eine bayerische Superintendentur errichtet, die 1809 in ein Dekanat umgewandelt wurde. Bei der umfassenden Neuordnung des Kirchenwesens 1810 wurden einige Kirchengemeinden an Württemberg abgegeben.

## Kirchengemeinden
Im Dekanatsbezirk leben ca. 14.800 Gemeindeglieder in 32 Kirchengemeinden, die zu neun Pfarreien gehören. Im Folgenden sind die Pfarreien und Kirchengemeinden sowie deren Kirchengebäude aufgeführt.
- Region Nord
  - Pfarrei Adelshofen
    - Kirchengemeinde Adelshofen, St. Nikolaus
    - Kirchengemeinde Tauberscheckenbach, St. Johannes Baptista
    - Kirchengemeinde Tauberzell, St. Veit

  - Pfarrei Ohrenbach
    - Kirchengemeinde Habelsee, St. Michael
    - Kirchengemeinde Ohrenbach, St. Johannis und Oberscheckenbach, St. Kilian
    - Kirchengemeinde Mörlbach, Filialkirche St. Laurentius
    - Kirchengemeinde Steinach an der Ens, Pfarrkirche St. Maria

  - Pfarrei Steinsfeld
    - Kirchengemeinde Steinsfeld, St. Maria, Kapelle St. Konrad in Reichelshofen
    - Kirchengemeinde Bettwar, St. Georg
    - Kirchengemeinde Gattenhofen, St.  Michael

  - Pfarrei Windelsbach
    - Kirchengemeinde Windelsbach, St. Martin
    - Kirchengemeinde Preuntsfelden, St. Nikolaus
- Region Mitte
  - Pfarrei Gebsattel
    - Kirchengemeinde Gebsattel, St. Martin (2007), St. Leonhard (14. Jh.) in Rothenburg ob der Tauber
    - Kirchengemeinde Kirnberg, St. Maria und Michael

  - Pfarrei Neusitz
    - Kirchengemeinde Neusitz, Heilig Kreuz
    - Kirchengemeinde Schweinsdorf, St. Ottilia

  - Pfarrei Rothenburg – Heilig Geist
    - Kirchengemeinde Rothenburg ob der Tauber, Spitalkirche Heilig Geist
    - Kirchengemeinde Bettenfeld, St. Wendelin
    - Kirchengemeinde Leuzenbronn, St. Andreas

  - Pfarrei Rothenburg – St. Jakob
    - Kirchengemeinde Rothenburg ob der Tauber, St. Jakob, Franziskanerkirche
    - Kirchengemeinde Detwang, St. Peter und Paul
- Region Süd
  - Pfarrei Diebach-Oestheim
    - Kirchengemeinde Diebach, St. Bartholomäus
    - Kirchengemeinde Oestheim, St. Veit zwischen Unter- und Oberoestheim
    - Kirchengemeinde Faulenberg, St. Sixtus

  - Pfarrei Frankenheim-Schillingsfürst
    - Kirchengemeinde Schillingsfürst, St. Kilian

  - Pfarrei Insingen
    - Kirchengemeinde Insingen, St. Ulrich und Sebastian
    - Kirchengemeinde Lohr, St. Egydius
    - Kirchengemeinde Bockenfeld, St. Nikolaus

  - Pfarrei Wettringen
    - Kirchengemeinde Wettringen, St. Peter und Paul
    - Kirchengemeinde Gailnau, St. Alban in Untergailnau

  - Pfarrei Wörnitz
    - Kirchengemeinde Erzberg, St. Gallus
    - Kirchengemeinde Wörnitz, St. Martin